# Río Cuando
El río Cuando (o Kwando) es un largo río del África Central, uno de los principales afluentes del río Zambeze. Tiene una longitud de 1500 km y desemboca a alturas de Kazangula, en el único cuatrifinio del planeta. A distintos puntos de su cauce se le denomina también Linyanti o Chobe.

## Geografía
El río Cuando nace en la meseta de Bié, en las tierras altas de la parte central de Angola, y fluye hacia el sur, formando durante un largo tramo la frontera con Zambia. Luego se adentra durante un corto tramo en Namibia, en la Franja de Caprivi. Unos 10 000 años atrás, el río continuaba hacia el sur, llegando al lago Makgadikgadi, pero ahora realiza un brusco giro hacia el este, en un tramo en que forma la frontera natural entre Namibia y Botsuana. En este punto, también es conocido como río Linyanti. Corre luego a través del lago Liambesi. Dejado atrás este lago, el río también recibe el nombre de río Chobe. El río finalmente, confluye con el Zambeze, por la margen derecha, en un punto en que hay una cuádruple frontera entre Namibia, Zambia, Botsuana y Zimbabue.
Su principal afluente es el río Utembo.

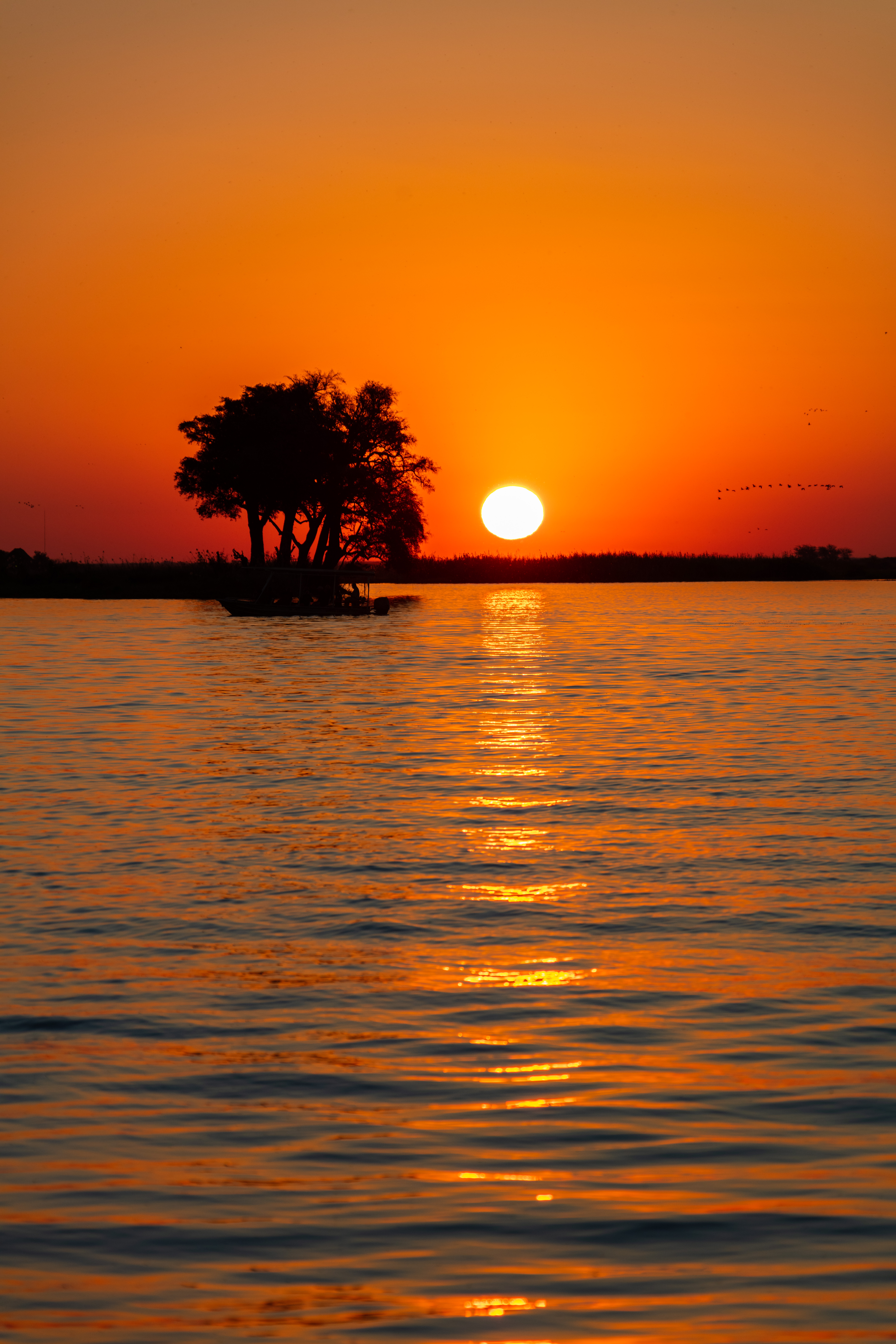
Puesta de sol en el río Chobe, parque nacional de Chobe, Botsuana.

- Datos: Q182942
- Multimedia: Cuando River / Q182942